# ضفيرة وريدية مثانية
الضفيرة الوريدية المثانية تغلف الجزء السفلي للمثانة البولية وقاعدة الموثة (البروستاتة)، وتقوم بالاتصال مع الضفيرة الفرجية والضفيرة الوريدية البروستاتية.
تقوم هذه الضفيرة بتصريف الدم عبر الأوردة المثانية إلى الأوردة الخثلية.

## وصلات خارجية
- Anatomy at umich.edu

هذه المقالة تعتمد على مواد ومعلومات ذات ملكية عامة، من الصفحة رقم 676  الطبعة العشرين لكتاب تشريح جرايز لعام 1918.